# 野中章弘
野中 章弘 （のなか あきひろ、1953年8月8日 - ） は、日本のジャーナリスト、プロデューサー。アジアプレス・インターナショナル代表。早稲田大学名誉教授。

## 略歴
兵庫県姫路市出身。関西学院大学経済学部卒業。1978年よりフリーのフォトジャーナリストとして活動を始める。1987年、フリーランスのジャーナリストのネットワークであるアジアプレス・インターナショナルを創設。1990年代からはビデオによるドキュメンタリー制作に取り組み、新聞、雑誌からテレビ、ネットまで、さまざまな媒体で仕事を行っている。現在までにインドシナ難民、アフガニスタン内戦、エチオピアの飢餓、台湾人元日本兵、カンボジア紛争、ビルマの少数民族問題、タイのエイズ問題、チベット、東ティモール独立闘争、朝鮮半島問題、アフガニスタン空爆、イラク戦争、日系アメリカ人問題などを取材。
第3回「放送人グランプリ特別賞」受賞。200本以上のテレビ番組を製作、発表。最近は「ガーダ〜パレスチナの詩」「ぼくたちは見た〜ガザ・サムニ家の子どもたち」（古居みずえ監督）、「隣る人」（刀川和也監督）、「バンコク日本人物語」（共同監督・直井里予）などのドキュメンタリー映画をプロデュース。2007年から5年間、BS11のニュース番組『INsideOUT』内の「Inside ASIA」というコーナーで司会を務めた。
1990年代後半からは東京大学（社会情報研究所・情報学環）などでジャーナリスト養成教育に力を注ぎ、京都精華大学、東京芸術大学、東洋大学、日本大学、目白大学、早稲田大学などで非常勤講師を勤めた。2007年に立教大学大学院21世紀社会デザイン研究科教授。その後、早稲田大学政治経済学術院（大学院政治学研究科）、同大教育・総合科学学術院教授。2024年4月から早稲田大学名誉教授。退職後、再びフリージャーナリストとして活動を開始。。ジャーナリスト養成では、100数十名の新聞、テレビなどの記者、ディレクターを始め、ヤンヨンヒ(映画監督)、大矢英代(ジャーナリスト/ドキュメンタリー映画監督)、房満満(ディレクター)、小倉星羅(フリーアナウンサー)、佐賀旭（ジャーナリスト）などの独立系ジャーナリストの育成にも関わってきた。
ジャーナリストになったきっかけをインタビュアーに問われた際、「自分の目で見たい」と思ったからだという。野中が大学に通っていた頃、カンボジア評論家の鵜戸口哲尚が東南アジアに行く際、「お前も来るか？」と誘ってくれてついて行った時、ジャーナリストしかないと思ったという。

## 著作

### 単著
- 『沈黙と微笑』（創樹社、1981年）
- 『粋と絆　神田っ子の昭和史』（神田ルネッサンス出版部、1989年）
- 『ビデオジャーナリズム入門―8ミリビデオがメディアをかえる』（はる書房、1996年）

### 編共著
- 『アジアTV革命』（三田出版会、1993年）
- 『アジア大道曼陀羅―フォト・ジャーナリストたちが歩いて感じたアジア 』（現代書館、1993年）
- 『アジアのビデオジャーナリストたち』（はる書房、2000年）
- 『メディアが変えるアジア』（岩波ブックレット、2001年）
- 『メディア・プラクティス―媒体を創って世界を変える』（せりか書房、2003年）
- 『アジア新世紀5　市場 』(岩波書店、2003年)
- 『論争 いま、ジャーナリスト教育』(東京大学出版会、2003年)
- 『ジャーナリズムの可能性―ジャーナリズムの条件〈4〉』(岩波書店、2005年)
- 『放送番組で読み解く社会的記憶』（日外アソシエーツ、2012年）
- 『レクチャー　現代ジャーナリズム』（早稲田大学出版部、2013年）
- 『越境する平和学』（法律文化社、2019年）